# シャルル3世 (ロレーヌ公)

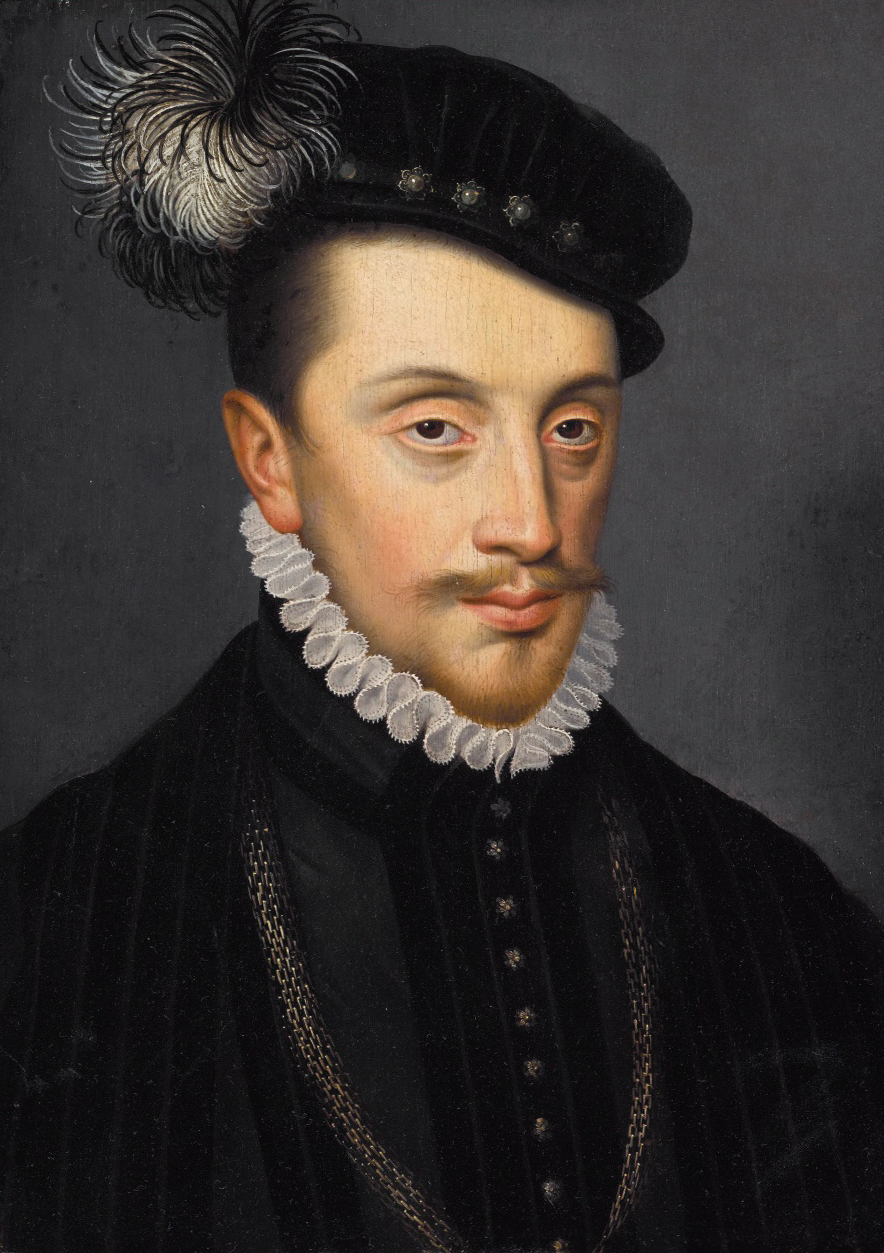
ロレーヌ公シャルル3世

シャルル3世（Charles III, 1543年2月18日 - 1608年5月14日）は、ロレーヌ公（在位：1545年 - 1608年）。ドイツ語名ではロートリンゲン公カール3世（Karl III.）。

## 生涯
ロレーヌ公フランソワ1世と妃クリスティーヌ・ド・ダヌマルクの長子として、ナンシーで生まれた。幼少時に父が亡くなったため、母が長く摂政を務めた。フランス王アンリ2世の次女クロード・ド・ヴァロワと結婚した。
しばしば「シャルル2世」と表記されることがあるが、これはロレーヌ公家がエルサレム王国の王位請求者であるためであり、ナポリ王国の王位請求者を記す印としてカラブリア公の称号を用いたこともあった。

## 子女
- アンリ（ハインリヒ）（1563年 - 1624年） - ロレーヌ公アンリ（ハインリヒ）2世
- クリスティーヌ（クリスティーナ）（1565年 - 1637年） - トスカーナ大公フェルディナンド1世・デ・メディチと結婚
- シャルル（カール）（1567年 - 1607年）
- アントワネット（アントニア）（1568年 - 1610年）
- アンヌ（アンナ）（1569年 - 1676年）
- フランソワ（フランツ）（1572年 - 1632年） - ロレーヌ公フランソワ（フランツ）2世
- カトリーヌ（カタリーナ）（1573年 - 1618年）
- エリザベート（エリーザベト）（1574年 - 1635年）